# 普卢贡旺
普卢贡旺（法語：Plougonven，法語發音：[pluɡɔ̃vɛ̃]）是法国菲尼斯泰尔省的一个市镇，位于该省东北部，属于莫尔莱区。

## 地理
普卢贡旺（48°31'15"N, 3°42'47"W）面积69.32 平方千米，位于法国布列塔尼大區菲尼斯泰尔省，该省份为法国最西部的省份，位于布列塔尼半岛西部，北西南三面环大西洋，东临阿摩尔滨海省和莫尔比昂省。
与普卢贡旺接壤的市镇（或旧市镇、城区）包括：勒克卢瓦特尔-圣泰戈内克、拉内阿努、莫尔莱、普卢兰莱莫尔莱、斯克里尼亚克、普卢伊尼欧。

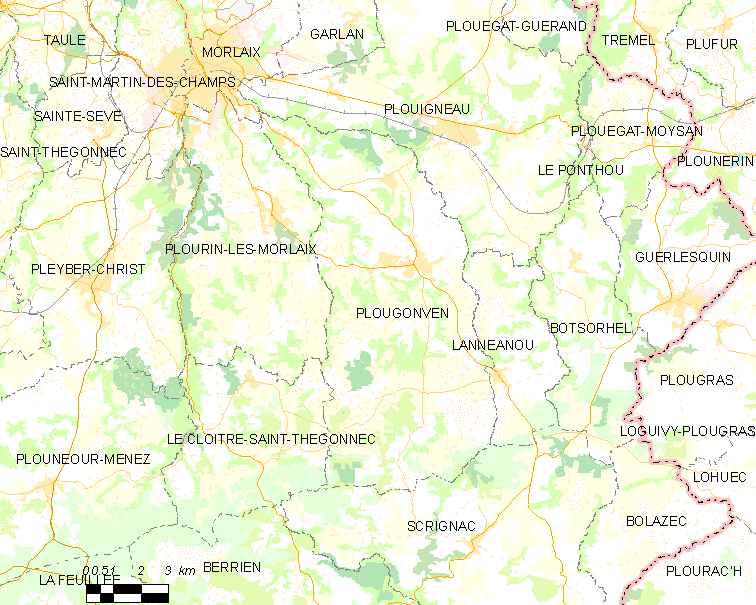
普卢贡旺的OSM定位图

普卢贡旺的时区为UTC+01:00、UTC+02:00（夏令时）。

## 行政
普卢贡旺的邮政编码为29640，INSEE市镇编码为29191。

## 政治
普卢贡旺所属的省级选区为普卢伊尼欧县。

## 人口

1962-2008年间普卢贡旺人口变化图示

普卢贡旺于2022年1月1日时的人口数量为3398人。